# Bajkonur
 Ovo je glavno značenje pojma Bajkonur. Za druga značenja pogledajte Bajkonur (razdvojba).
Kozmodrom Bajkonur (ruski: Космодром Байконур), zvan i Tjuratam, najstarija je i najveća svemirska luka. Nalazi se u stepskom dijelu Kazahstana, oko 200 kilometara istočno od Aralskog jezera, sjeverno od rijeke Sir-Darja, pored željezničke stanice Tjuratam. Poligon je nazvan po području u kojem se nalazi. Danas je ovaj poligon na kazahstanskom ozemlju iznajmljen Rusiji (po ugovoru do 2050. godine) i pod upravom je Ruske svemirske agencije. 
Oblik ovog poligona je elipsa, dimenzija 90 kilometara u pravcu istok-zapad i 85 kilometara u pravcu sjever-jug, s kozmodromom u sredini. Izgrađen je za vrijeme Sovjetskog saveza kasnih pedesetih kao glavni poligon za ambiciozni sovjetski svemirski program. 

## Povijest

### Sovjetska era
Sovjetska vlada osnovala je "Znanstveno-Istraživački Ispitni Poligon N.5" (rus. (transkripcija) Naučno-Isledovateljski Ispitateljnij Poligon N.5), svojim dekretom od 12. veljače 1955. Bajkonur je utemeljen 2. lipnja 1955. U početku je bio poligon za lansiranje i ispitivanje dalekometnih raketnih projektila, a kasnije je prerastao u poligon za lansiranje raketa za let u svemir. Sergej Koroljov, glavni projektant sovjetskog raketnog programa i tvorac R-7, odabrao je ovo mjesto zbog veličine prostora.
Pored kozmodroma izgrađen je novi servisni grad, za boravak mnogobrojnog osoblja. Ovo naselje je toliko naraslo do 1966. g. da je dobilo status grada i nazvano Lenjinsk.
Američki špijunski zrakoplov U-2 pronašao je i snimio poligon Bajkonur prvi put 5. kolovoza 1957.
Puno povijesnih letova krenulo je s Bajkonura: prva interkontinentalna balistička raketa, prvi umjetni satelit (Sputnjik 1, 4. listopada 1957.), prvi let čovjeka u svemir (Jurij Gagarin, 12. travnja 1961.), let prve žene Valentine Terješkove u svemir (1963.) i drugi.
Četrnaest kozmonauta iz 13 zemalja, između ostalih iz Čehoslovačke, Istočne Njemačke, Vijetnama i Francuske, krenulo je na svoje povijesne letove iz Bajkonura, u okviru programa Interkosmos.
Najveću nesreća na poligonu su dogodila 1960. godine, kada je prilikom lansiranja interkontinentalne balističke rakete poginulo oko 100 ljudi.

### Ruska era
Nakon raspada Sovjetskog saveza od 1991. g. ruski svemirski program, nastavio je s lansiranjima iz Bajkonura pod formalnom upravom Zajednice Nezavisnih Država. Godine 1995. obližnji grad Leninsk, preimenovan je u Bajkonur. 
Dana 8. lipnja, 2005. ratificiran je ugovor između Rusije i Kazahstana koji je produžio najam svemirske luke Bajkonura do 2050. Cijena najma, koja je uglavljena na 115 milijuna američkih dolara za godinu, postala je predmet stalnih pregovaranja između dvije zemlje. Ovo je natjeralo Rusiju da proširi Kozmodrom Pleseck na vlastitom ozemlju blizu Arhangelska, a razmatralo se i o proširivanje kozmodroma Svobodni, kao zamjene za Bajkonur.

## Mogućnosti Bajkonura
Bajkonur je potpuno opremljen uređajima za lansiraje svemirskih letjelica s i bez ljudske posade. Podržava nekoliko različitih generacija ruskih svemirskih letjelica, tipa: Sojuz, Proton, Ciklon, Dnepar, Zenit i Buran. Za vrijeme privremenog pristajanja američkog, Space Shuttle programa nakon tragedije broda Columbia 2003. odigrao je glavnu ulogu pri opskrbi Međunarodne svemirske postaje potrebnim materijalom.

## Vanjske poveznice
- Kozmodrom Bajkonur povijesne činjenice (na ruskom)
- Ruski svemirski portal o Bajkonuru
- Ruski svemirski portal o Angari i Bajkonuru